# Dobletina
Dobletina – wieś w Słowenii, w gminie Nazarje. W 2018 roku liczyła 112 mieszkańców.